# Fruticées de mulgas d'Australie orientale
Localisation
Les fruticées de mulgas d'Australie orientale forment une écorégion définie par le fonds mondial pour la Nature (WWF) qui couvre une zone de plus de 250 000 km² au sud du Queensland et au nord de la Nouvelle-Galles du Sud, en Australie. Elle appartient à l'écozone australasienne et au biome des prairies, savanes et terres arbustives tempérées.